# 梁家榮 (演員)
梁家榮（英語：Tommy Leung，1984年5月24日—2022年7月10日），藝名男神BB，已故香港演員、YouTuber、電影導演、行為藝術家。

## 簡介
梁家榮于2015年起活躍於網絡，曾於2015年8月自拍影片公開招女友並上載至Facebook，並自稱“男神BB”，上載當日已經有十萬次瀏覽，更吸引不少女性網民添加好友。 梁家榮因此以“男神BB”成名，成為網絡主播。其後梁家榮與另一網絡紅人“劉馬車”合作加入網絡電台IBHK成為網台主持，並主持網絡電台節目《男臣實驗室》。
2016年，梁家榮開始從事電影製作，參與福音電影《忍不住的眼淚》的編劇和導演工作，並主演該電影。同年9月他為求出位，不惜在社交平台下戰書，聲稱只要有超過一萬人觀看其Facebook直播，就會「找數」（兌現諾言）「吃屎」；其後觀看人數達標，但他卻「走數」（賴賬），引來網民的負評如潮。
2022年7月10日凌晨，因心臟病發入院，最後不治逝世，終年38歲。

## 參與演出

### 電台節目
- 2015年 - 2016年：IBHK《男臣實驗室》（主持）

### 電影
- 2016年：《忍不住的眼淚》（主演、編劇、導演）

## 外部連結
- 梁家榮的Facebook專頁
- 男神BB的Facebook專頁
- YouTube上的男神BB頻道